# Departmani u Gvatemali
Gvatemala je podjeljena na 22 departmana (departamentos):
| 1. Alta Verapaz 2. Baja Verapaz 3. Chimaltenango 4. Chiquimula 5. El Petén 6. El Progreso 7. El Quiché 8. Escuintla 9. Guatemala 10. Huehuetenango 11. Izabal | 1. Jalapa 2. Jutiapa 3. Quetzaltenango 4. Retalhuleu 5. Sacatepéquez 6. San Marcos 7. Santa Rosa 8. Sololá 9. Suchitepéquez 10. Totonicapán 11. Zacapa |

U prošlosti, Gvatemala je tvrdila da je dio države Belize jedan od departmana Gvatemale, kao što je i prikazivano na nekim kartama regije. Gvatemala je formalno priznala Belize 1992, ali od 2006. spor oko granice između ove dvije države još nije riješen.